# Toyokoro
Toyokoro (豊頃町, Toyokoro-chō) est un bourg du district de Nakagawa, situé dans la sous-préfecture de Tokachi, sur l'île de Hokkaidō, au Japon.

## Géographie

### Situation
Le bourg de Toyokoro est situé dans le sud-est de la sous-préfecture de Tokachi, au bord de l'océan Pacifique, sur l'île de Hokkaidō, au Japon.

### Démographie
Au 30 septembre 2015, la population de Toyokoro s'élevait à 3 326 habitants répartis sur une superficie de 536,71 km2.